# Тирза (село)
Ти́рза (латыш. Tirza) — населённый пункт в восточной части Латвии, центр Тирзской волости Гулбенского края. До 1 июля 2009 года входил в состав Гулбенского района.

## История
Современное поселение находится на территории, некогда принадлежавшей Тирзскому поместью (Tirsen). 17 января 1559 года в битве при Тирзене русское войско наголову разгромило войско Ливонского ордена. В советское время населённый пункт был центром Тирзского сельсовета Гулбенского района.

## География
Посёлок находится на берегу одноимённой реки между сёлами Трошкас и Лиепас. Расстояние до города Гулбене составляет около 28 км.

## Население
По данным на 2015 год, в населённом пункте проживало 273 человека.

## Инфраструктура
В селе располагался колхоз «Ленина цельш». В Тирзе имеются 3 магазина, Тирзская начальная школа, Тирзская лютеранская церковь, Дом культуры, библиотека, социальный оздоровительный центр, аптека, почтовое отделение.

## Известные люди
- В Тирзе родился художник Лудольф Либертс (1895—1959)